# الإسلام في نيوزيلندا

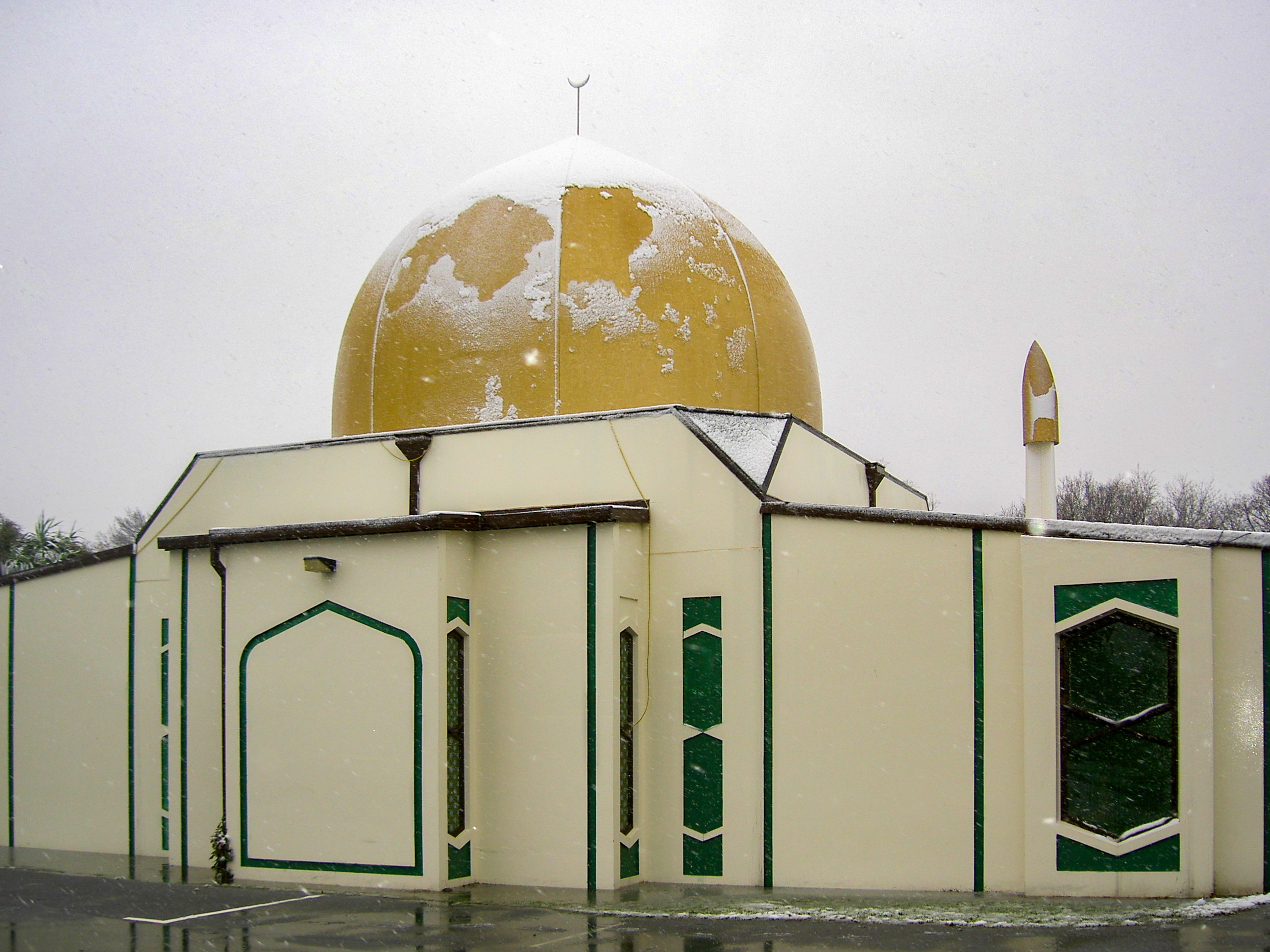
مسجد كانتربري، يونيو 2006.

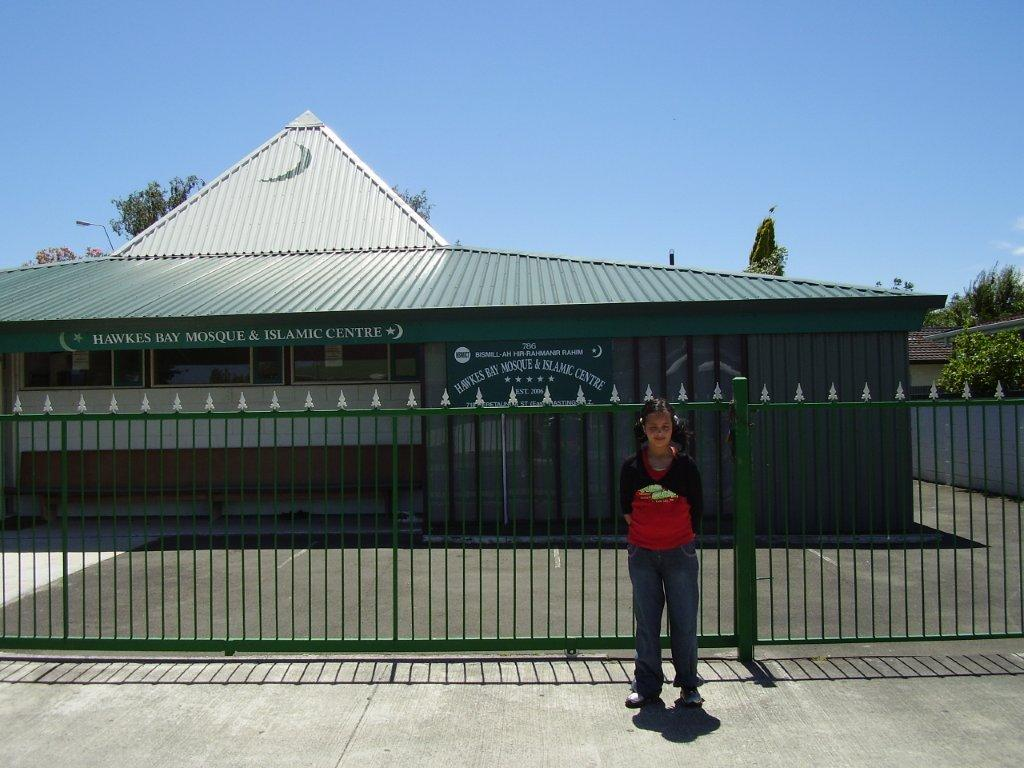
مسجد خليج هوكس، هاستينغز

يمثل المسلمون يمثل حوالي 1.3٪ من مجموع سكان نيوزيلندا. افتتح أول مركز إسلامي في نيوزيلندا عام 1959 ويوجد الآن عدة مساجد ومدرستين إسلاميتين. غالبية المسلمين في نيوزيلندا من السنة، مع أقليات شيعية وأحمدية كبيرة. قامت الجماعة الأحمدية بترجمة القرآن إلى اللغة الماورية.
وصول الإسلام إلى هذه المنطقة حديث للغاية، فقد بدأت هجرة المسلمين بأعداد كبيرة إلى نيوزيلندا بعد سنة 1390 هـ، ومع ذلك وصل عدد المسلمين في نيوزلاند حوالي 6000، ولقد وصل المسلمون في هجرات من جنوب شرق آسيا لاسيما من جزر فيجي ونشطوا في الدعوة وأسلم العديد من النيوزلانديين من أصل أوروبي، ويرجع أصول بعض المسلمين إلى الهند، وباكستان، وسريلانكا، وألبانيا، وتركية، ويوغسلافيا، وأندونسيا، ومن العرب. ويتجمع المسلمون في ثلاث مناطق، في منطقة أوكلاند وخاصة في مدينة أوكلاند، وفي جنوب الجزيرة الشمالية عدد لابأس به من مسلمي نيوزلاند، وفي جنوب شرقي الجزيرة الجنوبية في مدينة (كريست تشرش)، ومعظم المسلمين من الطبقات الكادحة والقليل منهم من الفنيين المدربين.
وجد مسجد ومركز إسلامي في مدينة أوكلاند كما يضم قاعة للمناسبات الدينية الاجتماعية، وفي مدينة كرايستشرش وتوجد جمعيات إسلامية في مدن أوكلاند، وويلينغتون، وبلمرستون، وكرايستشرش، وللجمعية الإسلامية النيوزلاندية نشاطها خارج نيوزلاند وداخلها، فهي على صلة بالمسلمين في جزر فيجي القريبة من نيوزلاند، وجنوب أفريقيا، والهند، وأستراليا. وتمثل مشكلات المسلمين بنيوزلاند في نقص المعلمين وقلة المدارس الإسلامية، والحاجة إلى وعاظ يجيدون اللغة الإنجليزية لتعليم أبناء المسلمين بنيوزلاند قواعد الإسلام الصحيح والحاجة للكتب الإسلامية المترجمة.

## الهجمات
في 15 مارس 2019، في هجوم على مسجدين في كريست تشرش، أحدهما في دينز أف قبالة هاكلي بارك والآخر بالقرب من تقاطع لينوود أف وطريق ألدونز في لينوود، أسفر عن مقتل 49 شخص. يعتبر أكثر الهجمات دموية في نيوزيلندا منذ الحرب العالمية الثانية.

## مواضيع ذات صلة
- الإسلام في أستراليا
- الإسلام في جزر كوك

## المصدر
- Drury, Abdullah, Islam in New Zealand: The First Mosque (Christchurch, 2007) ISBN 978-0-473-12249-2
- الأقليات المسلمة في آسيا وأستراليا- سيد عبد المجيد بكر.